# Provinz Inquisivi
Inquisivi ist eine von zwanzig Provinzen im südöstlichen Teil des Departamento La Paz im südamerikanischen Anden-Staat Bolivien.

## Lage
Die Provinz liegt auf dem Altiplano, der südamerikanischen Anden-Hochfläche, und grenzt im Norden und Nordwesten an die Provinz Sud Yungas, im Westen an die Provinz Loayza, im Süden an das Departamento Oruro, und im Osten an das Departamento Cochabamba.
Die Provinz erstreckt sich zwischen etwa 16° 13' und 17° 38' südlicher Breite und 66° 43' und 67° 30' westlicher Länge, ihre Ausdehnung von Westen nach Osten beträgt 75 Kilometer, von Norden nach Süden 145 Kilometer.

## Bevölkerung
Die Einwohnerzahl der Provinz Inquisivi ist in den vergangenen drei Jahrzehnten um knapp ein Drittel angestiegen:
| Jahr | Einwohner | Quelle       |
| ---- | --------- | ------------ |
| 1992 | 57 345    | Volkszählung |
| 2001 | 59 495    | Volkszählung |
| 2012 | 66 346    | Volkszählung |
| 2024 | 86 216    | Volkszählung |

44,4 Prozent der Bevölkerung sind jünger als 15 Jahre. (1992)
Der Alphabetisierungsgrad in der Provinz beträgt 75,6 Prozent. (1992)
81,5 Prozent der Bevölkerung sprechen Spanisch, 78,8 Prozent sprechen Aymara, und 20,0 Prozent Quechua. (1992)
77,9 Prozent der Bevölkerung haben keinen Zugang zu Elektrizität, 90,4 Prozent leben ohne sanitäre Einrichtung (1992).
74,6 Prozent der Einwohner sind katholisch, 16,5 Prozent sind evangelisch (1992).

## Gliederung
Die Provinz Inquisivi untergliederte sich bei der letzten Volkszählung von 2024 in die folgenden sechs Verwaltungsbezirke (bolivianisch: Municipios):
- 02-1001 Municipio Inquisivi – 18.764 Einwohner
- 02-1002 Municipio Quime – 11.184 Einwohner
- 02-1003 Municipio Cajuata – 15.485 Einwohner
- 02-1004 Municipio Colquiri – 23.496 Einwohner
- 02-1005 Municipio Ichoca – 9.536 Einwohner
- 02-1006 Municipio Licoma Pampa – 7.791 Einwohner

## Ortschaften in der Provinz Inquisivi
- Municipio Inquisivi
  - Inquisivi 555 Einw. – Siguas 323 Einw. – Pocusco 250 Einw. – Arcopongo 221 Einw. – Cavari 206 Einw. – Capiñata 158 Einw. – Cosco 122 Einw. – Escola Tunasani 19 Einw.

- Municipio Quime
  - Quime 3131 Einw. – Mina La Argentina 916 Einw. – Choquetanga 747 Einw. – Cañamina 443 Einw. – Pacuni 241 Einw. – Isicuni 187 Einw. – Pongo B-2 140 Einw. – Huaña Cota 76 Einw.

- Municipio Cajuata
  - Cajuata 1189 Einw. – Circuata 1141 Einw. – Villa Barrientos 926 Einw. – Miguillas 634 Einw. – Cañamina 535 Einw. – Villa Khora 490 Einw. – Lujmani 323 Einw. – Suri 287 Einw. – Tojra 229 Einw. – Huaritolo 191 Einw. – Cheka 189 Einw.

- Municipio Colquiri
  - Colquiri 5935 Einw. – Lanza Mohoza 308 Einw. – Caluyo 246 Einw. – Pauca 217 Einw. – Ancocota 154 Einw. – Alto Cañaviri 145 Einw. – Chiarquipa 143 Einw. – Uyuni (Zona Pucará) 134 Einw. – Chullunquiani 129 Einw. – Huayllamarca 112 Einw. – Challani 99 Einw. – Ancocalani 98 Einw. – Thola Pampa 92 Einw. – Aranjuez 87 Einw. – Coriri 57 Einw. – Polloquiri 48 Einw.

- Municipio Ichoca
  - Ichoca 1326 Einw. – Franz Tamayo 608 Einw. – Luruhuta 466 Einw. – General Camacho 366 Einw. – Pacollo 348 Einw. – Villa San Antonio Sirarani 171 Einw. – Yahuaroco 127 Einw. – Totora 113 Einw.

- Municipio Licoma Pampa
  - Licoma 2340 Einw. – Charapaxi 282 Einw. – Caraguatá 198 Einw.